# Villamayor de Santiago
Villamayor de Santiago es un municipio español situado en la provincia de Cuenca, en la comunidad autónoma de Castilla-La Mancha. Perteneció en la Edad Media a la Orden de Santiago, de ahí que tanto en su bandera como en su escudo aparezca la cruz que representaba a dicha congregación; y su nombre procede supuestamente de ser la villa más grande dentro de la orden.

## Geografía
Situada al sudoeste de Cuenca, casi al límite con la provincia de Toledo. En plena mancha conquense, Villamayor de Santiago es un cruce natural de caminos entre la afamada Alcarria de Cela, la Serranía de Cuenca y la Mancha más cervantina de Ciudad Real y Cuenca.

## Demografía
Villamayor de Santiago cuenta con una población de 2370 habitantes (INE 2024).
| Gráfica de evolución demográfica de Villamayor de Santiago entre 1842 y 2021                                        |
| |
| Población de derecho según los censos de población del INE Población de hecho según los censos de población del INE |

## Lugares de interés

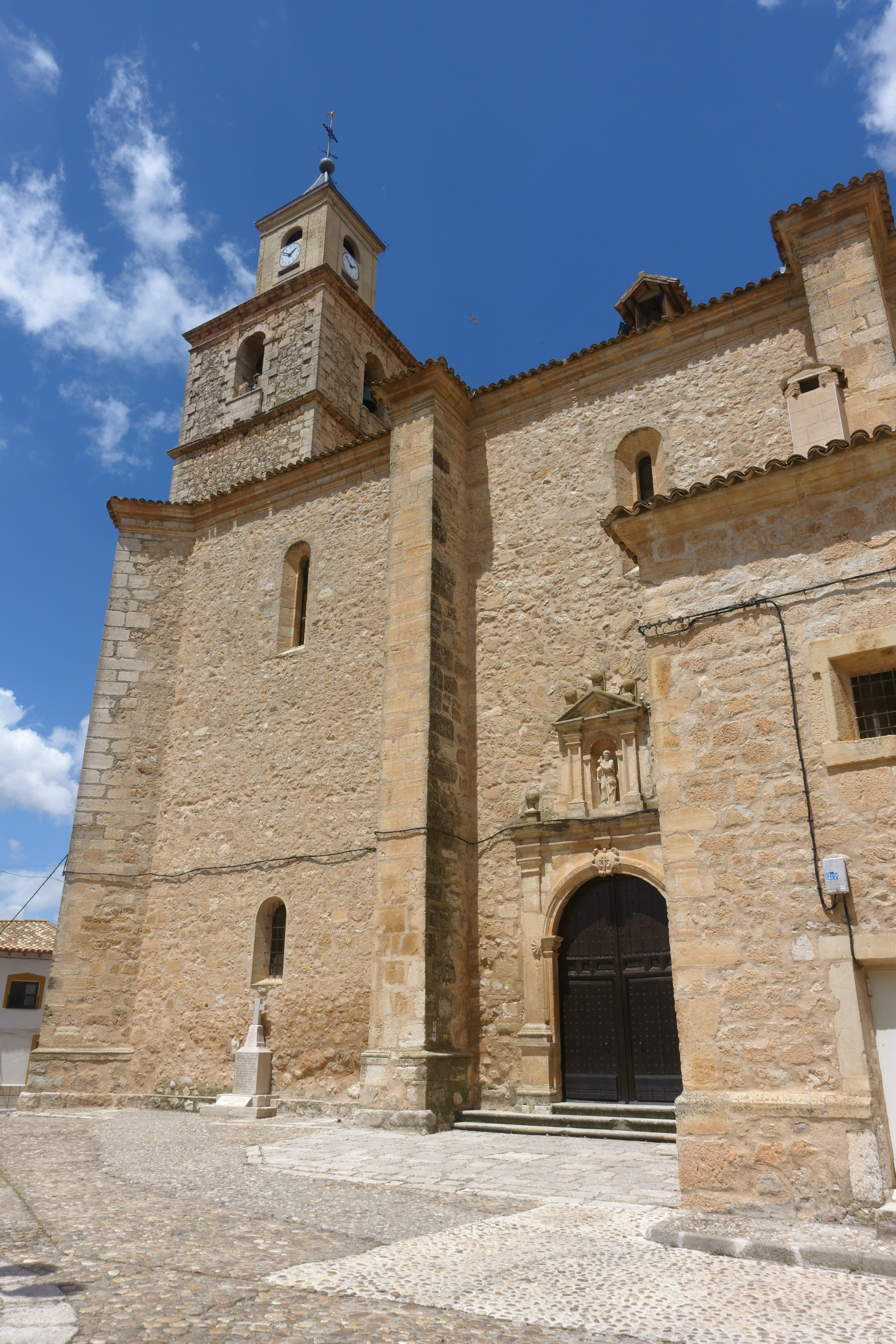
Iglesia de Nuestra Señora de la Asunción

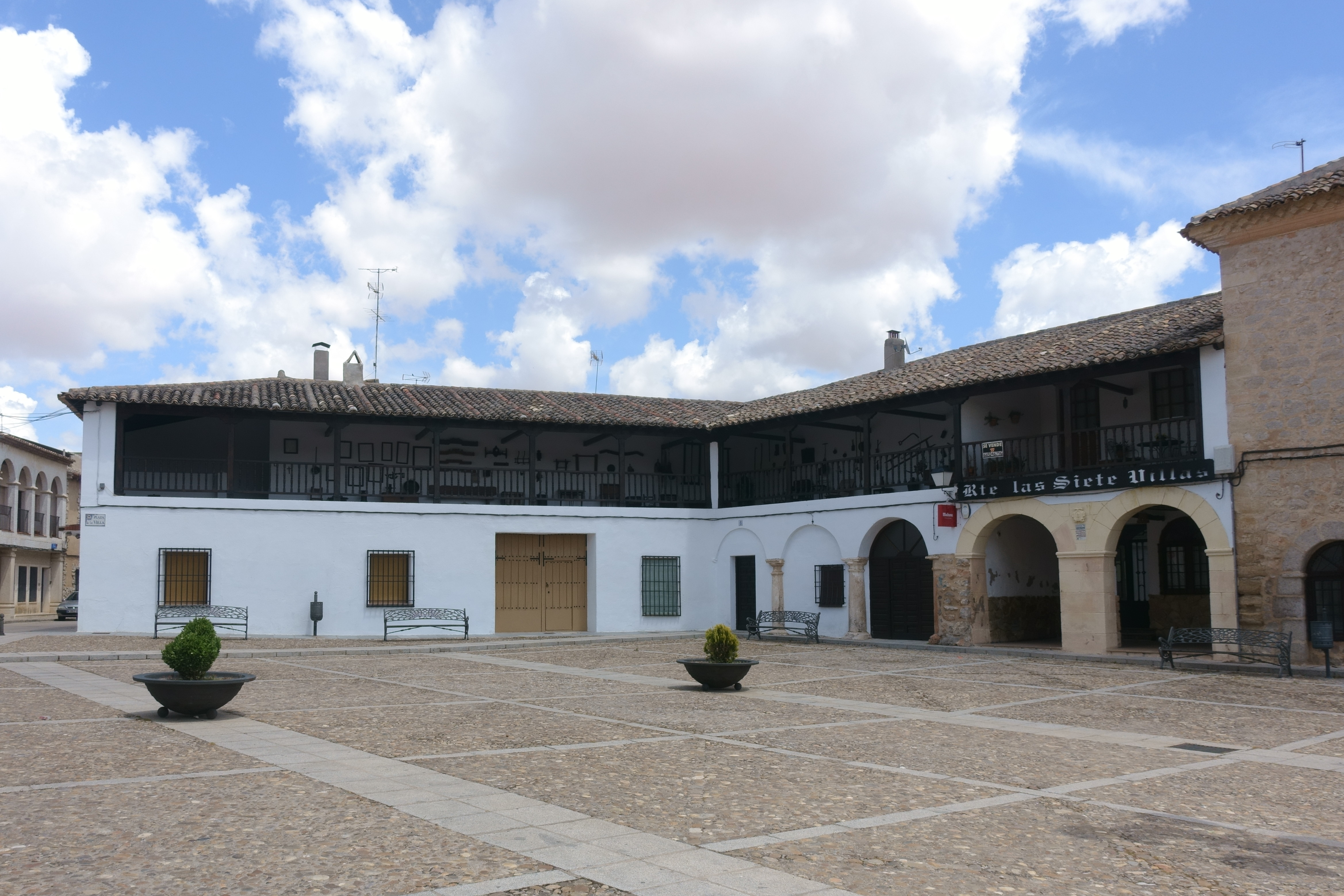
Museo local

Lugar idóneo para visitar dentro de varias rutas, como la del Monasterio de la Orden de Santiago y el Parque Arqueológico de Segóbriga –a unos diez minutos de estas ruinas–, o en busca de la Ruta del Quijote hacia Campo de Criptana, Mota del Cuervo o Belmonte, la localidad sorprende al viajero por la historia y la tradición que guarda en sus calles de trazado circular e irregular que delatan su pasado medieval.
Desde el quijotesco molino de viento El Labrador, que alberga en su interior un museo etnográfico multimedia, el paseo carretera adelante nos adentra en un pueblo tradicional manchego, con varias queserías donde se fabrica el afamado queso manchego de Denominación de Origen, en el que la historia se hace palpable en entornos como la Plaza del Torreón, únicos restos de una muralla fortaleza con dos torres destruida por el enemigo de la Orden de Santiago, el marqués de Villena.
Fácil de localizar por su enhiesta torre, se llega a la iglesia parroquial, declarada monumento de interés cultural, que data de los siglos XV y XVII, y de cuyos orígenes se conserva, además del espacio arquitectónico, una impresionante pila bautismal de piedra y una aguamanil de mármol. Igualmente renacentista, y recientemente restaurado, es el edificio del Ayuntamiento, compuesto por tres plantas de rica arquitectura que custodian unos magníficos artesonados de madera. El escudo de una de sus puertas, donde se observan los símbolos de los reinos de Castilla y León unidos, con Granada ya anexionada en la parte inferior, es sólo uno de los toques de nobleza y señorío de este magnífico entorno completado por las casas palacio señoriales que flanquean la plaza, como la casa de las Buhardillas o la de la Encomienda, y se dispersan por la Calle Iglesia y la calle paralela a la Mayor, denominada Calle Montera pero conocida como calle de los señores, lugares en los que incluso las rejas albergan grandes detalles de arte.

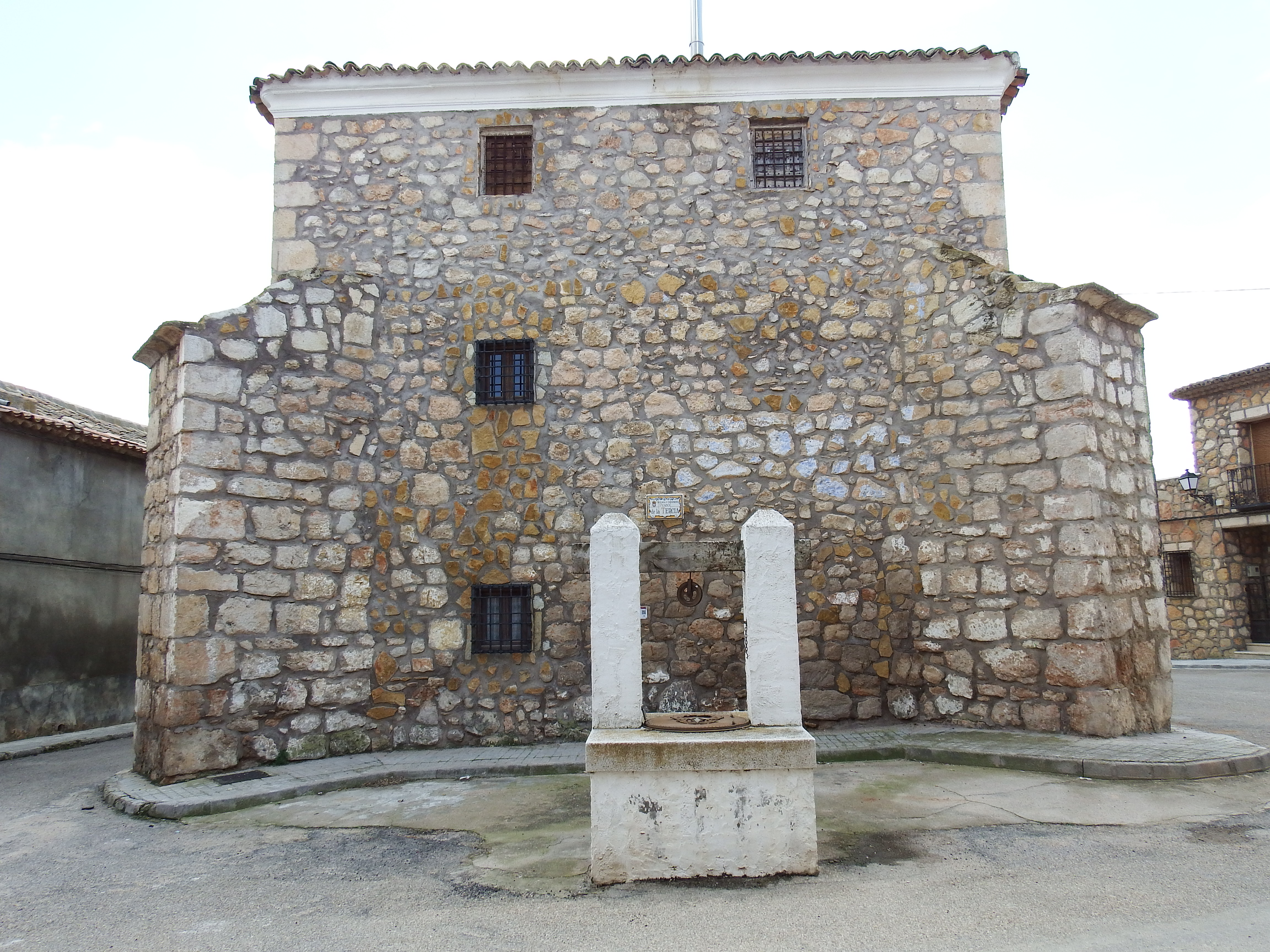
Antiguas tercias reales

Otros testigos de la historia son el edificio de la Tercia, antiguo almacén de Tercias Reales, entre las calles Montera y Mayor, y numerosos edificios religiosos en el interior del pueblo, como el convento de las Hermanas Franciscanas, o en los alrededores, como la ermita de la Virgen de Magaceda, de planta románica, o la legendaria iglesia de San Isidro, de época y estilo similares a los de la iglesia parroquial, y situada a cinco kilómetros de Villamayor en un paraje conocido como Villaverde, antigua villa poblada por los “Saavedra”.
Pozos donde las sogas han horadado la piedra por su constante labor, la Posada de Salamanca, del siglo XVII, la Plaza de Toros, de principios del siglo pasado, o la Plaza del Cementerio son muestras de un pueblo tradicional y de inmensa riqueza etnográfica y gastronómica, como lo prueban su buen vino, su excelente y su ya nombrado, premiado y afamado queso manchego.
Y los alrededores en torno a parajes naturales de montes de encina o riberas del Gigüela, salpicados por antiguos molinos de agua, puentes medievales, restos de poblados primitivos ofrecen lugares de descanso, pesca y caza que completarán una enriquecedora y gratificante visita a este pueblo manchego, tierra de quijotes y caballeros de santiago, de agricultores y pastores, en definitiva de buena gente que ha sabido aunar pasado y futuro para hacer de Villamayor un pueblo donde historia y tradición pasean de la mano del progreso.
Villamayor cuenta con numerosas casas señoriales y edificios palaciales, que provienen de las numerosa presencia de comendadores de la Orden de Santiago que la habitaron durante los siglos XV al XVII.
Villamayor de Santiago es un extenso conjunto urbano de origen medieval que en su mejor época estaba amurallado, quedando sólo como resto una torre de planta semicircular ubicada junto a los que fueron almacenes de bastimentos de la Orden de Santiago. Sus calles más antiguas tienen un recorrido en círculo acorde con el trazado de las villas y ciudades amuralladas del medievo, un tanto dificultosas para el tráfico rodado, pero perfectas para ser paseadas.
Su Plaza de la Villa, centro del casco antiguo, es la zona mejor conservada y permite, tanto la contemplación de su entorno como el inicio del recorrido a través de las bocacalles que de ella surgen. Es un ejemplo de plaza, armoniosa e histórica, típica manchega. La enmarcan el Ayuntamiento, la iglesia parroquial y dos palacios, el de los Comendadores y el conocido como "de las Buhardillas".
El Ayuntamiento es una construcción renacentista del siglo XVI, de dos plantas y un sótano, en otros tiempos dedicado a cárcel o depósito de detenidos. Se accede desde el exterior por dos portadas con arcos de medio punto, uno de ellos coronado por el escudo real de Castilla; en su interior cabe destacar el artesonado en madera del Salón de Sesiones, perfectamente conservado.
La iglesia parroquial de la Asunción es un enorme edificio construido en varias fases durante los siglos XV al XVII, con una torre de cuatro cuerpos, grandes contrafuertes y una espadaña sobre el ábside. Su portada norte es de estilo plateresco con columnas corintias y un friso sobre la portada profusamente decorado. En su interior tienen especial valor la pila bautismal con la Cruz de Santiago y un aguamanil de la sacristía.
Del siglo XVII es el Palacio de los Comendadores, de planta rectangular, que fue residencia de la Orden de Santiago; dos escudos con la Cruz de Santiago coronan el portón adintelado.
Otros edificios importantes cabe destacar en esta villa. La Posada, del siglo XVII, con gran portalón de carruajes que permite el acceso al patio interior.
Varias casas señoriales de los siglos XVI y XVII en las calles Montera e Iglesia.
En la plaza Domínguez Leganés, popularmente conocida como "de la Tercia" se encuentra un sólido edificio rectangular con contrafuertes en cada esquina, en otros tiempos dedicado a almacén de "Tercias Reales"; tiene tres plantas de altura y un arco de medio punto como puerta de entrada. Y en la calle Monjas el Convento de las Terciarias Franciscanas, antes de Dominicas, con huerta e Iglesia, ocupando una amplia manzana del centro de la población.
A ocho km al norte de Villamayor, encontramos la ermita de Magaceda, de planta románica y restos evidentes de haber sido un lugar habitado desde el siglo XII. En ella se desenterró una imagen románica de la Virgen del siglo XIII, actualmente restaurada. Esta imagen procede, como otros objetos sagrados, de la costumbre católica de enterrarlos cuando dejaban de considerarse aptos para el uso, evitando así su profanación.
También, a unos cinco kilómetros al sur de Villamayor, podemos visitar otro recinto religioso singular como es la Ermita de San Isidro, antiguamente conocida como iglesia de Santiago o de Villaverde, poblado éste que a causa de la peste del XVI, dejó el lugar para trasladarse a Villamayor, queda en pie, cabecera y crucero de la iglesia hoy dedicada a servir de ermita del patrón de los agricultores, San Isidro; en las nervaduras de la bóveda de crucería no falta la Cruz de Santiago, siempre unida a la historia de esta villa mayor de la Orden de Santiago.

## Instalaciones

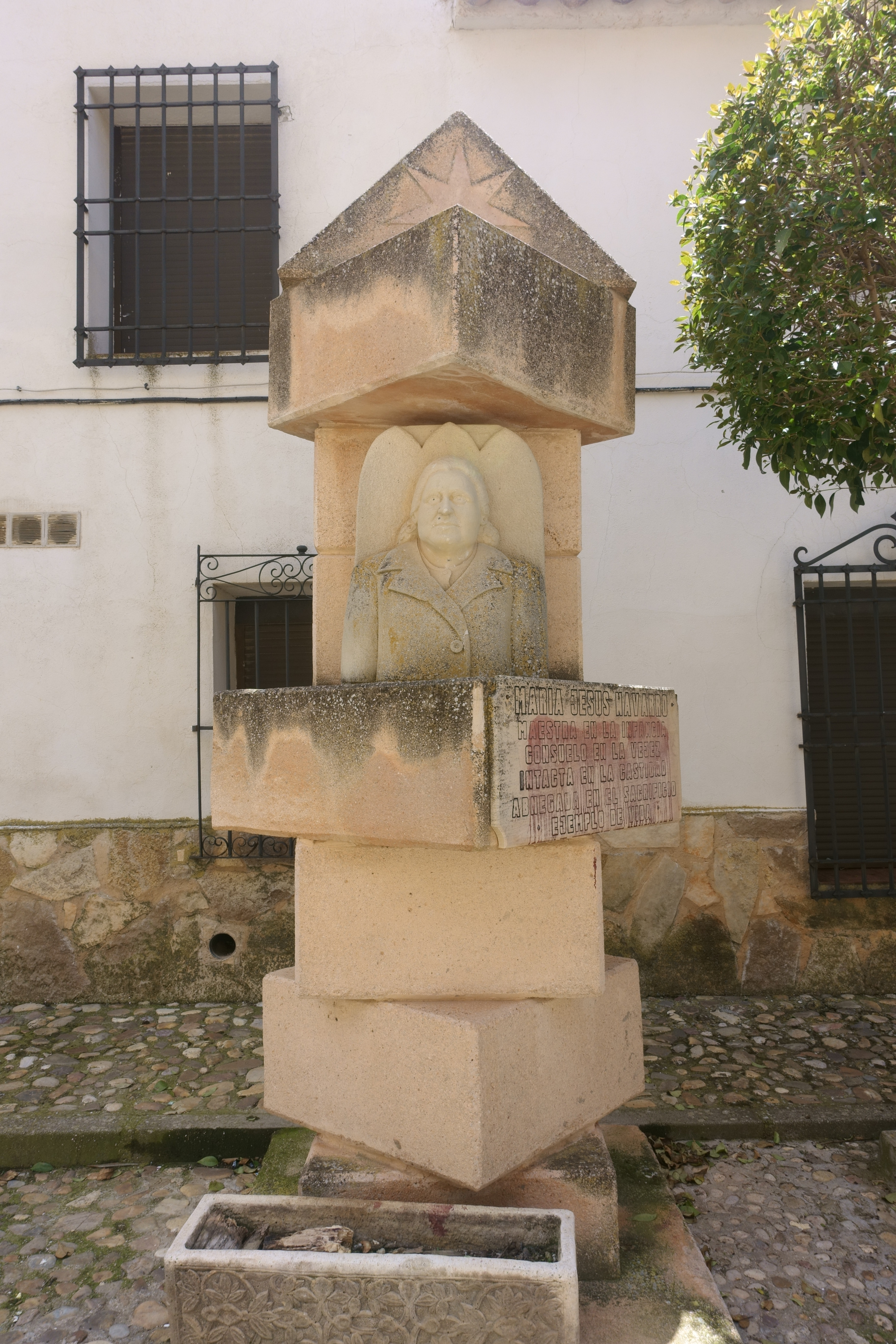
Monumento a María Jesús Navarro

Cuenta con centro de salud, colegio, instituto de secundaria, cuartel de la Guardia Civil, centro sociocultural, auditorio, residencia, centro de día, biblioteca... Respecto al ocio y los deportes, dispone de piscina municipal, plaza de toros, gimnasio, pabellón polideportivo cubierto y las modernas instalaciones del campo de fútbol 7, así como pistas de pádel, tenis y frontón.

## Gastronomía
Villamayor cuenta también con una rica gastronomía propia. Sus excelentes quesos, aceites, vinos son de gran importancia en los alrededores y famosos en diversos lugares de España.

## Festividades
Villamayor de Santiago cuenta con sus dos fiestas patronales:
Fiestas en honor a  Nuestra Señora de Virgen de Magaceda. Se celebran el último fin de semana de mayo. 

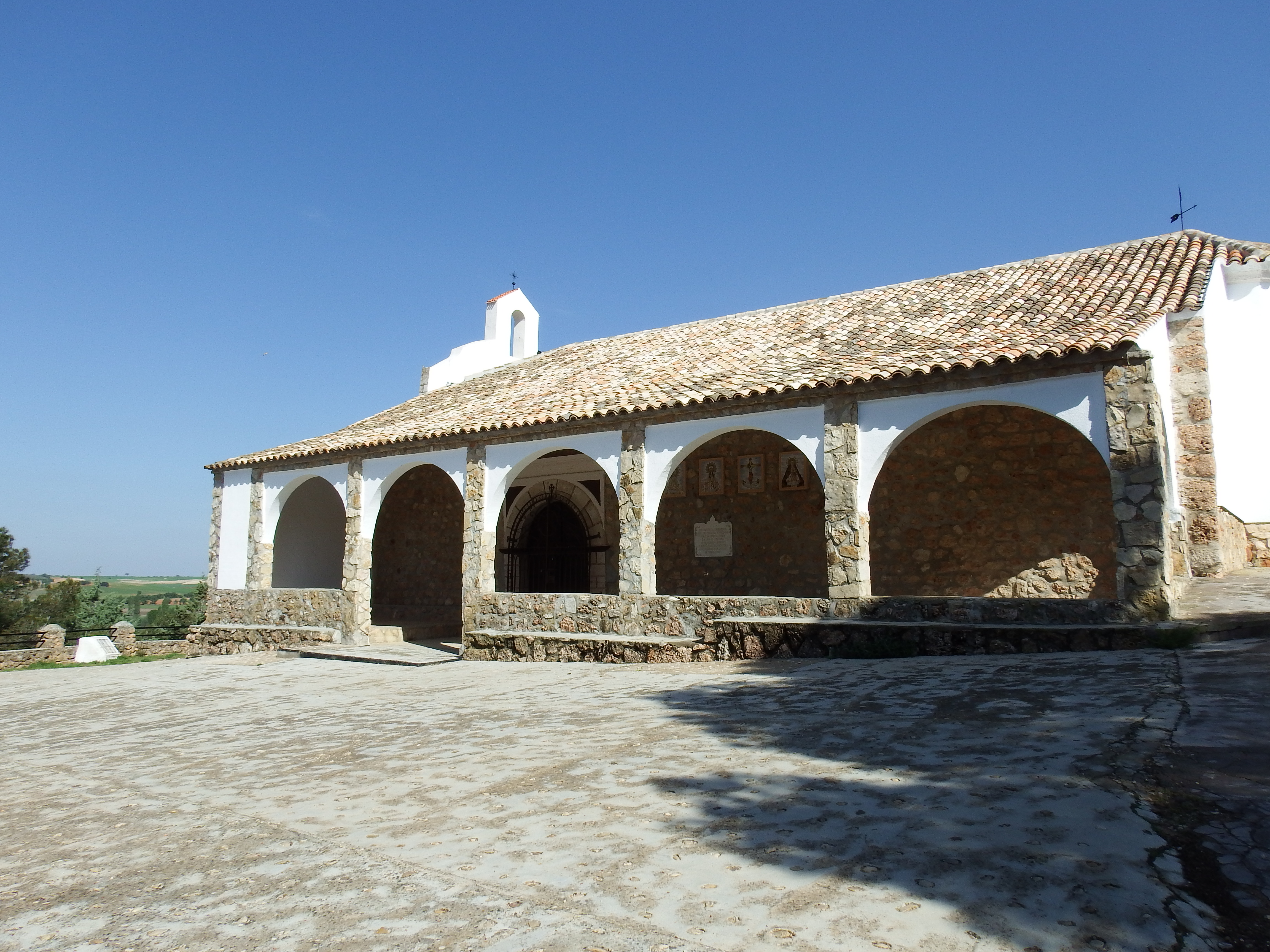
Ermita de la Virgen de Magaceda

El viernes (la Víspera) por la tarde las autoridades civiles y eclesiásticas, la junta directiva de la hermandad de la Virgen y las magacedinas (damas de la fiesta) entrantes y salientes se reúnen en la plaza de la Villa para emprender junto con la banda de música un pasacalles hasta la casa del primer/a mayordomo/a a recoger a toda la mayordomía. A continuación, se acude a la plaza de la Puerta Arriba donde tendrá lugar la proclamación de las nuevas magacedinas y el pregón. Al acabar el acto, se baja a la iglesia a rezar la Salve y cantar el himno a la Virgen de Magaceda. Posteriormente se enciende el arco ferial. A las 12 de la noche en el Paseo Imperial se enciende un gran castillo de fuegos artificiales.
El sábado (día de la Virgen) a las 9 de la mañana la banda de música despierta a los vecinos en la diana floreada. A las 9:30, la Virgen sale en romería hasta su ermita (situada a 7 km del pueblo), al llegar, se oficia una misa solemne y después, la comida popular. Por la tarde, se recibe a la Virgen en el cuartel y en la plaza de la Puerta Arriba se realiza la ofrenda floral y la actuación joteña del grupo de coros y danzas "Virgen de Magaceda". Al acabar, se realiza la tradicional y peculiar procesión en la que la Virgen es llevada por diferentes tramos de la calle Mayor por todos los villamayorenses al son de pasodobles u otras canciones alegres. Al bajar la calle Mayor en torno a la 1 de la noche se llega a la Plaza de la Villa donde se realiza la subasta de andas. Los cuatro mayores postores serán los agraciados en atravesar las puertas del templo parroquial llevando a hombros a la Virgen de Magaceda. Una vez en la Iglesia, se canta el himno.
El domingo (día de los toros) por la mañana se realiza una diana por la banda de música, la muestra de reses, el parque infantil y la misa por los hermanos difuntos de la hermandad. Por la tarde tiene lugar la tradicional corrida de toros.
Durante todos los días de fiesta, por las noches hay gran cantidad de atracciones en el ferial y baile.
La Virgen de Magaceda permanece todo el año en su ermita excepto del 1 de mayo al primer domingo de junio que está en la Iglesia.  
Fiestas en honor al Santísimo Cristo de la Viga. Se celebran del 4 al 8 de septiembre.
El día 4 (La Víspera) por la tarde las autoridades civiles y eclesiásticas, la junta directiva de la hermandad del Santo Cristo y los mayordomos se reúnen en la plaza de la Villa para emprender junto con la banda de música un pasacalles hasta la casa de la reina saliente donde recogen a ésta y a la corte de honor. A continuación, se acude de nuevo a la plaza de la Villa donde tendrá lugar la coronación de la reina entrante y su corte de honor y el pregón. Al acabar el acto, se acude a la iglesia a rezar el Credo y a cantar el himno al Santo Cristo de la Viga. Posteriormente se enciende el arco ferial. A las 12 de la noche en el Paseo Imperial se enciende un gran castillo de fuegos artificiales.
El día 5 (día de El Cristo) a las 9 de la mañana la banda de música despierta a los vecinos en la diana floreada. A las 12:30, en la iglesia parroquial, se oficia la Misa Mayor en honor al Santísimo Cristo de la Viga. Por la tarde, a las 20:30 la imagen del Santísimo Cristo de la Viga sale por las puertas del templo parroquial arropado de villamayorenses para recorrer el tradicional recorrida hasta llegar de nuevo al sitio de partida.
El día 6 (día de los toros) por la mañana se realiza una diana por la banda de música, la muestra de reses, el parque infantil y la misa por los hermanos difuntos de la hermandad. Por la tarde tiene lugar la tradicional corrida de toros.
El día 7 (día de la charlotada) por la mañana se celebra el día de la bicicleta en el que los aficionados a este deporte recorren algunas de las calles del pueblo. A continuación, en el parque tiene lugar el baile del Vermut. Por la tarde, se celebra un acto taurino (generalmente de recortes) en la plaza de toros.
El día 8 (día de la comida popular) en los merenderos se come "la vaca". Por la tarde, en el auditoría hay un espectáculo de copla.
Durante todos los días de fiesta, por las noches hay gran cantidad de atracciones en el ferial y baile.
El Cristo de la Viga se encuentra durante todo el año en la iglesia parroquial en una magnífica hornacina de piedra del siglo XVII, en el lado derecho del altar excepto los días que comprenden entre el 26 de agosto al 8 de septiembre que es colocado en su majestuosa carroza.
Además de las dos fiestas patronales, Villamayor cuenta con otras festividades religiosas y culturales:
San Antón. Fin de semana más próximo al 17 de enero. El sábado por la tarde, en los alrededores de la ermita del Santo se enciende una hoguera. Al día siguiente, en la iglesia se oficia la eucaristía en honor del patrón de los animales y se realiza una procesión hasta la ermita (situada a las afueras del pueblo). Por la tarde, la banda de música realiza un concierto de pasodobles y se realiza la tradicional rifa del gorrino.
San Blas. Fin de semana más próximo al 3 de febrero. El sábado por la tarde en la iglesia tiene lugar la bendición de rollos. Al día siguiente, en la iglesia se oficia la misa en honor al abogado de la garganta y se realiza la procesión. Por la tarde, tiene lugar el tradicional casco.
Jueves lardero. Jueves anterior a carnaval. Día de fiesta en el que los jóvenes van al campo a comer la tortilla que su madrina les ha preparado.
Carnaval. Fin de semana anterior a la cuaresma. El sábado por la tarde se realiza un gran desfile de disfraces desde las piscinas hasta el polideportivo. El miércoles de ceniza tiene lugar el entierro de la sardina.
Semana Santa. La Semana Santa villamayorense ha alcanzado en los últimos años gran calidad por sus magníficas procesiones. Actualmente cuenta con cinco cofradías.
Viernes de Dolores. Por la tarde se realiza una procesión con Vía Crucis con la imagen de la Virgen dolorosa.
Domingo de Ramos. Por la mañana se realiza la tradicional bendición de palmas y ramos de olivo en la plaza de la Villa. A continuación, misa mayor. Por la tarde, tiene lugar la procesión de la Virgen de los Dolores.
Jueves Santo. Procesión de los Pasos. Procesionan Jesús amarrado a la columna, Jesús de Medinaceli, Jesús Nazareno, la Verónica, Cristo de la Agonía, Virgen de las Angustias y Virgen de la Soledad.
Viernes Santo. Procesión del Santo Entierro. Procesionan la cruz desnuda, la Virgen de los Dolores, el Cristo Yacente y la Virgen de la Soledad.
Domingo de Resurrección. Procesión del Encuentro. Salen de la iglesia parroquial San Juan y la Virgen de la Resurrección y de la iglesia del convento, Jesús resucitado. Al llegar al cuartel, la Virgen y San Juan esperan al Resucitado. Al encontrarse, continúa la procesión hasta la iglesia.
`Los mayos´. Durante la noche del 30 de abril al 1 de mayo los jóvenes pintan en las puertas de sus amadas frases románticas que estas verán al despertarse.
Bajada de la Virgen de Magaceda. El día 1 del mes de mayo la Virgen de Magaceda es recibida en el cuartel por todos los villamayorenses. Desde el cuartel se realiza una procesión hasta el parque municipal donde se realiza el cambio de la mayordomía y el grupo de coros y danzas "Virgen de Magaceda" actúa en honor de la patrona con algunas de sus jotas o seguidillas. Al acabar el acto, se va a la iglesia donde se cantan el Mayo y el himno a la Virgen. 
San Isidro. 15 de mayo. El día de San Isidro es fiesta local en Villamayor. Por la mañana, la procesión del Santo parte de la iglesia hasta la ermita del patrón de los ganaderos (situada a 5 km del pueblo). Una vez allí, se oficia una misa en su honor. Por la tarde, se realizan los juegos populares en los alrededores de la ermita. Además, la gente suele hacer las llamadas "carrozas de San Isidro" en las que a modo belén se ilustra la vida campestre.
Novenario en honor a la Virgen de Magaceda. Desde el miércoles anterior al último fin de semana de mayo hasta el último jueves de la última semana del mismo mes en la iglesia parroquial tiene lugar el novenario a la Virgen en el que se celebra la eucaristía y se reza la novena. Al finalizar, se canta el himno de la Virgen.
Subida de la Virgen de Magaceda. El primer domingo de junio se celebra una misa de despedida a la Virgen en la iglesia en la que al finalizar se canta el himno. A continuación, se acompaña a la Virgen en procesión hasta el cuartel donde será despedida.
Corpus Christi. Los niños de primera comunión lanzan pétalos de rosas a Jesús sacramentado. En el recorrido de la procesión se realizan varios altares. Por la tarde, se interpreta un concierto en el auditorio.
Sagrado Corazón de Jesús. Domingo siguiente al del Corpus. El domingo por la tarde se realiza una misa. Al acabar, tiene lugar la procesión del Corazón de Jesús en la que es muy común lucir un detente.
San Pedro. 29 de junio. Por la tarde tiene lugar una misa en honor al patrón de los pastores y la procesión por las principales calles del pueblo.
San Cristóbal. Fin de semana más próximo al 10 de julio. El sábado por la tarde se realizan concursos de habilidad con turismos y camiones y... por la noche en el parque municipal, la verbena. El domingo por la mañana tiene lugar la tradicional procesión hasta la ermita del patrón de los conductores (situada en el núcleo de la población, junto al parque). Al llegar, se oficia una misa en honor al Santo.
Santa Marta. 29 de julio. Por la mañana se celebra una misa en honor de la patrona de la hostelería después de haber sido bajada del convento a la iglesia. Por la noche, en el parque se puede disfrutar de la verbena.
Virgen de agosto(Asunción de la Virgen). 15 de agosto. En la madrugada se celebra una misa en el cementerio conmemorando especialmente a las personas que fueron asesinadas en la guerra.
San Bartolomé. 24 de agosto. Fiesta que organiza la asociación de amas de casa VISAMA. El día 23 por la noche en los alrededores de la ermita del santo se cena un bocadillo y hasta bien entrado el día 24 los asistentes bailan al son de las canciones que se canten en la verbena. Al día siguiente se celebra la misa en la iglesia y al finalizar se baja a San Bartolomé hasta su ermita (situada en el barrio del Pozo Ayuso).
Besapies al Santísimo Cristo de la Viga. Sábado anterior al día 26 de agosto. Al finalizar la misa se realiza el besapiés en el que los villamayorenses acuden a adorar a su patrón de esta forma tan singular. 
Novenario en honor al Santísimo Cristo de la Viga. Durante los días que comprenden desde el 26 de agosto al 3 de septiembre tiene lugar el novenario al Cristo en el que se celebra la eucaristía y posteriormente se reza la novena. Al finalizar, se canta el himno al Santo Cristo. El primer día de novena se realiza el cambio de la mayordomía.
7,8 y 9 de Octubre. Viaje Nupcial Inmaculada y Desiderio. El primer fin de semana , estos jóvenes e intrépidos recién casados celebrarán sus nupcias en esta población, aportando así brillo y luminiscencia a esta querida población.
Virgen del Pilar. 12 de octubre. Por la mañana se celebra una misa en honor de la Virgen a la que asisten multitud de guardias civiles.
`Los Santos´. 31 de octubre y 1 de noviembre. Durante estos dos días es tradición las quedadas de amigos en los huertos y por las noches tomar el chocolate con churros. También se visita en el cementerio a los difuntos y se ofician responsos.
Santa Cecilia. Fin de semana más próximo al 22 de noviembre. La banda de música recoge a sus nuevos componentes y acude a misa. Al finalizar, los músicas sacan en procesión a su patrona. Por la tarde, interpretan el tradicional concierto de Santa Cecilia.
Navidad. Durante las navidades se realizan gran cantidad de actividades como la ruta de los belenes, el concierto de Navidad y año nuevo, la muestra folclórica navideña, la carrera del pavo, la cabalgata de reyes...
+ Todos los últimos sábados de mes en la ermita de la Virgen de Magaceda se celebra una misa.